# قرار مجلس الأمن التابع للأمم المتحدة رقم 1949
قرار مجلس الأمن التابع للأمم المتحدة رقم 1949، المتخذ بالإجماع في 23 نوفمبر 2010، بعد التذكير بالقرارات السابقة بشأن الوضع في غينيا بيساو، ولا سيما القرار 1876 (2009)، مدد المجلس ولاية مكتب الأمم المتحدة المتكامل لبناء السلام في غينيا بيساو لفترة مدتها عام واحد حتى 31 ديسمبر 2011.

## القرار

### أعمال
تم تمديد ولاية مكتب الأمم المتحدة المتكامل لبناء السلام في غينيا بيساو وطُلب من الأمين العام بان كي مون مراقبة التقدم المحرز. وحُثت الأطراف في غينيا بيساو على الدخول في حوار، ودُعيت القوات المسلحة إلى وقف التدخل في القضايا السياسية واحترام النظام الدستوري والحكم المدني. في الوقت نفسه، طُلب من القادة السياسيين عدم إشراك الجيش والقضاء في السياسة وحل المشاكل بالوسائل السياسية.
كما دعا القرار الحكومة إلى مواصلة التحقيقات في الاغتيالات السياسية التي وقعت في مارس/آذار ويونيو/حزيران 2009 ومحاسبة المسؤولين عنها. كما يتعين عليها ضمان الإجراءات القانونية الواجبة فيما يتعلق بالمسؤولين عن الجرائم والإفراج عن المعتقلين أو محاكمتهم خلال اضطرابات أبريل/نيسان 2010 ومعالجة الفساد.
وأخيراً، طُلب من مكتب الأمم المتحدة والاتحاد الأفريقي والاتحاد الأوروبي وجماعة البلدان الناطقة باللغة البرتغالية المساعدة في جهود بناء السلام في غينيا بيساو والتصدي للجريمة المنظمة والاتجار بالمخدرات.